# Unverfälschbarkeit (psychologische Testtheorie)
Unverfälschbarkeit ist ein Gütekriterium psychologisch-diagnostischer Verfahren und bezieht sich darauf, dass die untersuchte Person das  Ergebnis eines solchen Verfahrens bei seiner Anwendung nicht nach eigenem Belieben beeinflussen kann. Vor allem Antworten gemäß der sozialen Erwünschtheit bzw. zum eigenen Vorteil sowie bei mangelnder Anstrengungsbereitschaft verfälschen das Ergebnis eines psychologisch-diagnostischen Verfahrens (Test) gegenüber der wahren Ausprägung des fraglichen Merkmals. 